# The Very Best of Macy Gray
The Very Best of Macy Gray è una raccolta di brani della cantante statunitense Macy Gray pubblicata il 30 agosto 2004 dalla Epic Records.

## Il disco
La raccolta contiene undici brani estratti dai suoi primi tre album (compresi tre brani mai pubblicati come singolo), insieme a due inediti, Love Is Gonna Get Ya (lanciato come singolo radiofonico in Europa e pubblicato fisicamente solo in Danimarca e Paesi Bassi) e Walk This Way (cover del brano degli Aerosmith), tre remix e un brano in collaborazione con Fatboy Slim, già pubblicato nell'album di quest'ultimo Halfway Between the Gutter and the Stars.

## Tracce
1. I Try (da On How Life Is) - 3:59
2. Do Something (da On How Life Is) - 4:57
3. Still (da On How Life Is) - 4:15
4. Why Didn't You Call Me (da On How Life Is) - 3:14
5. I've Committed Murder (da On How Life Is) - 4:59
6. Sexual Revolution (da The Id) - 4:45
7. Sweet Baby (feat. Erykah Badu, da The Id) - 3:49
8. Boo (da The Id) - 4:25
9. When I See You (da The Trouble with Being Myself) - 3:43
10. It Ain't the Money (feat. Pharoahe Monch, da The Trouble with Being Myself) - 4:07
11. She Ain't Right for You (da The Trouble with Being Myself) - 4:12
12. Love Is Gonna Get You (inedito) - 3:00
13. Walk This Way (inedito) - 3:31
14. Demons (Fatboy Slim feat. Macy Gray, da Halfway Between the Gutter and the Stars) - 3:14
15. When I See You (Bugz in the Attic Remix) - 6:35
16. I've Committed Murder (Gang Starr Main Mix feat. Mos Def) - 4:38
17. Sexual Revolution (Norman Cook Radio Mix At 128BPM) - 3:32